# Downloaden
Downloaden is het binnenhalen van digitale informatie waarbij het initiatief ligt bij het ontvangende apparaat. Het ontvangende apparaat heet de client en de zendende computer heet de server. Het omgekeerde proces (bestanden van de client naar een server overzetten of kopiëren) noemt men uploaden. Het resultaat van zowel uploaden als downloaden is dat er een bestand van de ene computer naar een andere wordt gekopieerd. De termen uploaden en downloaden worden toegepast vanuit het perspectief van de client. Het programma dat de activiteit start is de client, het programma dat de activiteit toestaat (of eventueel weigert als er bijvoorbeeld een foutieve login wordt gebruikt) is de server.
Enkele voorbeelden van downloaden zijn:
- De overdracht van bestanden via het internet;
- De overdracht van bestanden tussen apparaten;
- Het binnenhalen van podcasts.

Het bekijken van een informatie op internet brengt in veel gevallen met zich mee dat een of meer bestanden tijdelijk ergens op de computer worden opgeslagen. De term downloaden wordt vooral gebruikt als de gebruiker deze informatie expliciet in een geselecteerde map van de computer plaatst, eventueel met een zelfgekozen bestandsnaam. Vaak wordt dit gedaan als de informatie al op het scherm staat, maar ook wel als voorbereiding van het bekijken. De informatie kan vervolgens ook offline bekeken worden. Downloaden (in de genoemde striktere zin) kan ook nuttig zijn als de internetversie veranderlijk is of mogelijk later wordt gewist of ontoegankelijk gemaakt. Omgekeerd kan bij veranderlijkheid het bekijken van de actuele versie ook de voorkeur hebben.
Filesharing via een peer-to-peer-netwerk is een alternatieve methode om bestanden te down- en te uploaden. Deze methode wordt vaak gebruikt om (zeer) grote bestanden via een computernetwerk onder een grote groep gebruikers te distribuëren. Peer-to-peer-netwerken, zoals een BitTorrent-netwerk, bestaan niet uit clients en servers maar uit een grote groep gelijkwaardige peers die bestanden onderling uitwisselen. De peers kunnen de uitwisseling van bestanden onderling regelen of de distributie van de bestanden over het peer-to-peer-netwerk kan door een tracker aangestuurd worden.
Sommige mensen zijn vrijwel voortdurend aan het downloaden, via peer-to-peer-programma's of usenet. Er wordt soms gesproken van een downloadverslaving.

## Juridisch
In Nederland stelt de regering voor om het zonder toestemming downloaden van auteursrechtelijk beschermde werken een onrechtmatige daad te maken. Dit betekent dat iemand die illegaal downloadt, weliswaar niet strafrechtelijk vervolgd kan worden, maar dat van hem of haar wel via een civiele procedure schadevergoeding zou kunnen worden gevorderd.
Het uploaden, het illegaal verspreiden of het faciliteren van de illegale verspreiding van auteursrechtelijk beschermde werken is verboden en kan in Nederland strafrechtelijk vervolgd worden. Daarom heeft Stichting BREIN in het voorjaar van 2010 een zaak tegen XS4ALL en Ziggo aangespannen om de toegang tot The Pirate Bay te laten blokkeren. Als gevolg van een uitspraak van de rechtbank Den Haag op 11 januari 2012 mochten Nederlandse internetproviders sinds 2012 geen toegang meer tot The Pirate Bay bieden.
Op dinsdag 28 januari 2013 heeft het gerechtshof in Den Haag geoordeeld dat XS4ALL en Ziggo toegang tot The Pirate Bay niet langer hoeven te blokkeren.

## Impact van illegaal downloaden
Uit een studie van de London School of Economics in oktober 2013 bleek dat illegaal downloaden de amusementssector geen schade toebrengt, maar de inkomsten net kan verhogen. Door het probleem van digitale piraterij heeft de entertainmentindustrie immers ook zelf manieren gevonden om haar producten als download aan de man te brengen. De inkomsten uit onder meer verkoop van downloads en streaming compenseren de dalende verkoop van cd's en papieren boeken. Uit de studie blijkt dat de verkoop en verhuur van dvd's tussen 2001 en 2010 met zo'n 10% daalde. Toch boekte de filmsector in Hollywood in 2012 een recordopbrengst van 35 miljard dollar, zo'n 6% meer dan in 2011.